# Palpomyia flavitarsis
Palpomyia flavitarsis är en tvåvingeart som först beskrevs av Johann Wilhelm Meigen 1838.  Palpomyia flavitarsis ingår i släktet Palpomyia och familjen svidknott. Inga underarter finns listade i Catalogue of Life.